# تارة درايسديل
تارة درايسديل (بالإنجليزية: Tara Drysdale)‏ هي لاعب هوكي الحقل نيوزيلندية، ولدت في 30 يناير 1979.

## وصلات خارجية
- تارة درايسديل على موقع أوليمبيديا (الإنجليزية)
- تارة درايسديل على موقع اللجنة الأولمبية النيوزيلندية (الإنجليزية)
- تارة درايسديل على موقع اتحاد ألعاب الكومنولث (مؤرشف) (الإنجليزية)